# Institut de l'Empresa Familiar
Institut de l'Empresa Familiar (IEF) és una associació sense ànim de lucre amb seu a Barcelona constituïda el 1992 per un grup d'empresaris familiars. Tots els seus socis són presidents, consellers delegats o membres del consell d'administració de les empreses de les quals són propietaris. El seu president d'honor és Leopold Rodés Castañé i des de l'any 2018 és Francisco José Riberas Mera.
És el principal interlocutor en tot el que afecta a l'empresa familiar i al seu desenvolupament, i ha arribat a agrupar 100 empreses, totes elles líders nacionals, europeus o mundials en els sectors d'indústria i serveis, i que facturen una mitjana de 825 milions d'euros. Ha estat el principal impulsor de la Xarxa nacional d'associacions territorials d'empresa familiar, que agrupa a altres 900 empreses capdavanteres en les seves respectives regions. Associacions i Institut facturen l'equivalent al 16% del PIB espanyol. El 2006 va rebre la Creu de Sant Jordi en reconeixement del seu paper positiu de transmissió a la societat de la importància de les empreses familiars en la generació de riquesa i treball.

## Presidents
Al llarg de la seva història IEF ha tingut aquests presidents:
- Leopoldo Rodés Castañé (1992-1995)
- Mariano Puig (1995-1997)
- José María Serra (1997-1998)
- Rafael del Pino y Moreno (1999-2001)
- José Manuel Lara Bosch (2001-2003)
- Alfonso Solans Solans (2003-2005)
- Juan Roig Alfonso (2006-2008)
- Simón Pedro Barceló (2008-2010)
- Isak Andik Ermay (2010-2012)
- José Manuel Entrecanales Domecq (2012-2014)
- Francisco Javier Moll de Miguel (2014-2016)
- Ignacio Osborne Cologan (2016-2018)
- Francisco José Riberas Mera (2018-)[3]